# Almoloya de Alquisiras (kommun)
Almoloya de Alquisiras är en kommun i Mexiko. Den ligger i sydöstra delen av delstaten Mexiko, och gränsar till delstaten Guerrero i syd. Huvudorten i kommunen är Almoloya de Alquisiras.
Kommunen hade sammanlagt 14 856 invånare vid folkräkningen 2010. Kommunens area är 182,65 kvadratkilometer.